# ヒラキ (芸能)
演芸用語におけるヒラキ（または開き）とは、江戸期から明治20年代にかけて存在した、大道芸の仮設小屋のこと（現在の屋台に近い）。また、その興行形態を指す。寄席の前形態として、各演芸の歴史に現れてくる。

## 概要
江戸時代の大都市の神社仏閣境内や火除け地などの盛り場に演台をしつらえ、野天か仮設のよしず張りの小屋（ヒラキ）の中で演者が口演をする事が、早い時期の講談では一般的な形であった（一例：深井志道軒）。料金回収は、盆を回して、気に入ったものだけ銭を置く、つまり投げ銭形式で行われ、結果的に無料で観ることもできた。建築様式としての葭簀張の小屋は、茶屋など店舗にても普通に見られる形態であり、商店と芸能（大道芸）はともに「見世（みせ）」と呼ばれ、書かれていた。つまり厳密には分れていなかったのである。常設の専門小屋・寄席（講釈場）の登場で、今までの辻講釈は一段下がったものとして扱われるようになった。落語も原初は辻咄である。米沢彦八が、江戸に出て寄席興行の形態を始めるまで、ヒラキでの興行もあったと思われる。
同様に、幕末から（東京では明治24年まで）、乞胸による大道講釈（政治講談）と同様にちょんがれ、浪花節、デロレン祭文、七色節、かっぽれ（いずれも門付芸であった）、女流義太夫なども盛り場（神田筋違見附、銀座采女が原、両国広小路、上野山下、下谷佐竹が原、薩摩っ原、浅草奥山、秋葉原など）のヒラキで客を大勢集めていた。これらは明治24年10月3日の警察令第一五号「観物場取締規則」により、浅草公園六区（浅草奥山のすぐ隣りの地区）の一箇所にまとめられた。これは民権派壮士の反政府的な辻講釈の取締りが主目的という新聞報道がされている。前後して周辺芸能の浪花節への合流と寄席進出が盛んになる。東京以外にも各地にヒラキは存在した。青木勝之助が横浜本牧のヒラキで大きな富を得、運動資金にして東京の寄席に進出するのは有名な話である。また船橋（現船橋市）で寄席の席亭とトラブルになり出られなくなった浪花亭駒子、浪花亭重勝（後の初代木村重勝）一行がヒラキに出演する話が絵入りで登場する 。
関西で、幕末に寺社境内で行われていた浮かれ節（関西の浪花節の前名称）が、支払は自由だが他人にもそれとわかる、幟興行で行われた。つまりハコは同様の形式であった。
小屋の作られかたにより、細かい違いがある。
- ヒラキ - よしず張り。演者の周りだけにかかる程度の大きさ、野天（青天井[10]）である。
- 組建床店 - 木材使用。大きさはヒラキと同様。
- 箱店（筥店とも）（はこみせ） - 明治十年代半ばから最終期までに流行。ある程度堅牢な仮設の小屋で、三方を囲って中に桟敷の客席を設けた。土間の時は床机（客席）をしつらえたが、木戸は設けなかった。より寄席の形式に近い。狭義の見世物小屋（いわゆるタカモノ）にもつながる。